# Andrés Leopoldo Valencia Benavides
Andrés Leopoldo Valencia Benavides (* 1948) ist ein ehemaliger mexikanischer Botschafter.

## Leben
Andrés Leopoldo Valencia Benavides ist mit Consuelo Ayala de Valencia verheiratet. und dem Orden de San Carlos der Kategorie Großkreuz der Regierung von Kolumbien dekoriert.
Am 17. August 2009 frühstückte der mexikanische Präsident Felipe Calderón in Brasília, Andrés Leopoldo Valencia Benavides versuchte ihn zu beraten. Calderón war beratungsresistent und Valencia Benavides wurde aus dem diplomatischen Dienst entfernt.

## Veröffentlichungen
- Política exterior: principios y perspectivas, México, 75 años de Revolución, Política II, Op. cit., p. 750.

| Vorgänger                         | Amt | Nachfolger                              |
| --------------------------------- | --- | --------------------------------------- |
| Eusebio Antonio de Icaza González | Vertreter der mexikanischen Regierung bei der Organisation Amerikanischer Staaten 15. Januar bis 31. Dezember 1988 | Santiago Oñate Laborde                  |
| Oliver Albert Farres Martins      | Mexikanischer Botschafter in Bogotá 2. September 1997 bis 27. Dezember 2000                                        | Ángel Luis Ortiz Monasterio Castellanos |
| Rafael Rodríguez Barrera          | Mexikanischer Botschafter in Tel Aviv 28. März 2001 bis 2005                                                       | Carlos Marcelino Rico Ferrat            |
| Cecilia Soto                      | Mexikanischer Botschafter in Brasilia 2006 bis 2009                                                                | Alejandro De La Peña Navarrete          |